# Voroblevîci, Drohobîci
Voroblevîci (în ucraineană Вороблевичі) este o comună în raionul Drohobîci, regiunea Liov, Ucraina, formată numai din satul de reședință.

## Demografie
Componența lingvistică a comunei Voroblevîci
     Ucraineană (99,84%)
     Alte limbi (0,16%)
Conform recensământului din 2001, majoritatea populației comunei Voroblevîci era vorbitoare de ucraineană (99,84%), existând în minoritate și vorbitori de alte limbi.